# Ben (Vorname)
Ben ist ein männlicher Vorname.

## Herkunft und Bedeutung
Beim Namen Ben handelt es sich um eine verselbstständigte Kurzform von Benjamin oder Benedikt bzw. von Bernhard oder anderen Namen mit dem germanischen Element bern „Bär“.

## Verbreitung
Der Name Ben erfreut sich international großer Beliebtheit.
Im englischsprachigen Raum, mit Ausnahme von Irland, sank die Popularität des Namens in den vergangenen Jahren. Im ausgehenden 19. Jahrhundert bis 1911 gehörte Ben in den USA zu den 100 beliebtesten Jungennamen. Heute wird er nur noch ausgesprochen selten als voller Namen vergeben. Im Vereinigten Königreich war der Name auch in den 2000er Jahren noch sehr weit verbreitet, jedoch sank auch dort die Popularität in den vergangenen Jahren. In Irland dagegen liegt der Name relativ gleichbleibend in den 30er-Rängen der Vornamenscharts.
Der Name befand sich in Australien von 1975 bis 1998 konstant in den Top-100. Den besten Platz erzielte er im Jahr 1981 mit Rang 41. In Neuseeland lag der Name von 1981 bis 2011 stets in den Top-100. Im Jahr 2002 erzielte er den besten Platz mit Rang 38. Der Jungenname wird in Kanada seit 1980 jährlich vergeben, seit 1986 befindet er sich dauerhaft in den Top-500.
Auch in Israel hat sich der Name unter den beliebtesten Vornamen etabliert.
In Belgien pendelte der Name von 1995 bis zur Jahrtausendwende um den Rang 120, danach ließ seine Popularität nach. Der Name kommt in Frankreich seit 1949 hin und wieder in den Top-500 der Hitlisten vor. In den Niederlanden befindet sich der Name seit 1930 jährlich in den Vornamenscharts. Seit 2007 liegt er dauerhaft in den Top-300. In Polen kommt der Name seit 2000 fast jedes Jahr in den Hitlisten vor, jedoch ist er nur mäßig beliebt. Der Name belegte in Tschechien im Jahr 2016 Rang 187. In den nordischen Ländern Dänemark, Norwegen und Schweden ist der Name zwar geläufig, aber eher mäßig beliebt. Die Vergabe ist auch in Liechtenstein und Slowenien nachgewiesen.
Im deutschen Sprachraum nahm die Beliebtheit des Namens in den vergangenen Jahren zu. In Österreich wird der Name seit 1986 bei der Namenswahl berücksichtigt. Von 2002 mit Rang 137 bis 2019 mit Rang 27 erlebte er einen starken Aufwärtstrend, seitdem geht seine Beliebtheit wieder zurück. Im Jahr 2023 lag er auf Rang 44 der Vornamenscharts. Von 1984 bis 2023 wurde der Name circa 4.100 Mal vergeben. Der Name taucht in der Schweiz seit 1937 in der Namensgebung auf. Bis Ende der 1960er Jahre wurde er sporadisch vergeben, danach alljährlich. Seit Ende der 1990er Jahre ist sein seine Beliebtheit stark angestiegen, er befindet sich seit 2006 dauerhaft in den Top-100. Rang 15 erzielte er im Jahr 2023. In den letzten 10 Jahren wurden etwa 2.400 Jungen so genannt.
In Deutschland war der Name vor den 1980er Jahren kaum verbreitet, seitdem wurde er aber immer populärer. Nach einem Höhepunkt im Jahr 2003 sank die Beliebtheit leicht, nur um drei Jahre später wieder anzusteigen. Von 2011 bis 2020 gehörte der Name zu den Top-10 der Vornamenscharts. In den Jahren 2013, 2017 und 2018 belegte er dabei die Spitzenposition.

## Namensträger

### Ben
- Ben (Bernhard Albrecht Matthias Lasse Blümel; * 1981), deutscher Popsänger, Showmaster und Schauspieler
- Ben l’Oncle Soul (Benjamin Duterde; * 1984), französischer Retro-Soulsänger und Songwriter

- Ben Affleck (* 1972), US-amerikanischer Schauspieler
- Ben Barnes (* 1938), US-amerikanischer Politiker (Texas)
- Ben Barnes (* 1981), britischer Schauspieler
- Ben Becker (* 1964), deutscher Schauspieler
- Ben Berend (* 1995), US-amerikanischer Nordischer Kombinierer
- Ben Bernanke (* 1953), US-amerikanischer Banker
- Ben Best (1974–2021), US-amerikanischer Drehbuchautor und Schauspieler
- Ben Birchall (* 1977), britischer Motorradrennfahrer
- Ben Blaskovic (* 1988), deutscher Schauspieler
- Ben Bostrom (* 1974), US-amerikanischer Motorradrennfahrer
- Ben Bova (1932–2020), US-amerikanischer Science-Fiction-Autor
- Ben Foster (Benjamin A. Foster; * 1980), US-amerikanischer Schauspieler
- Ben Foster (Benjamin Anthony Foster; * 1983), englischer Fußballspieler
- Ben Glassberg (* 1994), britischer Dirigent
- Ben Hadad (* 2002), deutschsprachiger Synchronsprecher
- Ben Hankinson (* 1969), US-amerikanischer Eishockeyspieler
- Ben Heath (* 1992), britischer Pokerspieler
- Ben Johnson (* 1961), kanadischer Sprinter
- Ben Jonson (1572–1637), englischer Bühnenautor und Dichter
- Ben Kingsley (* 1943), britischer Schauspieler
- Ben Lamb (* 1985), US-amerikanischer Pokerspieler
- Ben Ole Knobbe (* 2006), deutscher Schauspieler
- Ben Moody (* 1981), US-amerikanischer Gitarrist und Produzent
- Ben Rice (* 1972), britischer Schriftsteller
- Ben Roethlisberger (* 1982), US-amerikanischer Footballspieler
- Ben Smith (* 1988), US-amerikanischer Eishockeyspieler
- Ben Speer (1930–2017), US-amerikanischer Gospel-Sänger
- Ben Spies (* 1984), US-amerikanischer Motorradrennfahrer
- Ben Stapp (* 1982), US-amerikanischer Jazz-Tubist
- Ben Sternberg (1914–2004), US-amerikanischer Offizier, Generalmajor
- Ben Stiller (* 1965), US-amerikanischer Schauspieler
- Ben Sulsky (* 1987), US-amerikanischer Pokerspieler
- Ben Taylor (* 1985), US-amerikanischer Basketballschiedsrichter
- Ben Tollerene (* 1986), US-amerikanischer Pokerspieler
- Ben Vautier (1935–2024), schweizerisch-französischer Künstler
- Ben Vereen (* 1946), US-amerikanischer Schauspieler und Prediger
- Ben Wagin (1930–2021), deutscher Aktionskünstler
- Ben Whishaw (* 1980), britischer Schauspieler
- Ben Wilson (* 1963), britischer Straßenmaler
- Ben Yu (* 1986), US-amerikanischer Pokerspieler
- Ben Zolinski (* 1992), deutscher Fußballspieler
- Ben Zucker (Benjamin Fritsch; * 1983), deutscher Sänger

### Benn
- Benn Clatworthy (* 1956), britisch-amerikanischer Tenorsaxophonist des Hardbop
- Benn Ferriero (* 1987), US-amerikanischer Eishockeyspieler
- Benn Fields (* 1954), US-amerikanischer Hochspringer
- Benn Harradine (* 1982), australischer Diskuswerfer

### Benni
- Benni Bauerdick (* 1988), deutscher Radio-Moderator, Fernsehreporter, Podcaster und Trauerbegleiter
- Benni Cellini (Benjamin Gerlach; * 1978), deutscher Musiker
- Benni Dernhoff (Benjamin Dernhoff; * 1983), deutscher Musikproduzent, Komponist und Texter
- Benni Efrat (* 1936), israelischer Konzeptkünstler, Maler, Plastiker und Experimentalfilmer
- Benni Ljungbeck (* 1958), schwedischer Ringer und Trainer
- Benni McCarthy (Benedict Saul McCarthy; * 1977), südafrikanischer Fußballspieler und -trainer
- Benni Zander (* 1989), deutscher Sportkommentator und -moderator

### Bennie
- Bennie Adams (* 1967), US-amerikanischer Basketballschiedsrichter
- Bennie Benjamin (1907–1989), US-amerikanischer Songwriter
- Bennie Blades (Horatio Benedict Blades Sr.; * 1966), US-amerikanischer American-Football-Spieler
- Bennie Brazell (* 1982), US-amerikanischer Hürdenläufer und American-Football-Spieler
- Bennie Green (1923–1977), US-amerikanischer Jazzmusiker (Posaune)
- Bennie Hofs (1946–2017), niederländischer Fußballspieler
- Bennie Krueger (1899–1967), US-amerikanischer Jazzmusiker (Saxophon) und Bandleader
- Bennie Logan (* 1989), US-amerikanischer American-Football-Spieler
- Bennie Maupin (* 1940), US-amerikanischer Jazzsaxophonist, -klarinettist und -flötist
- Bennie Moten (1894–1935), US-amerikanischer Jazzpianist und Bandleader
- Bennie Muller (1938–2024), niederländischer Fußballspieler
- King Bennie Nawahi (1899–1985), US-amerikanischer Musiker, der Hawaiian Music spielte
- Bennie Streuer (* 1984), niederländischer Motorradrennfahrer
- Bennie Swain (1933–2008), US-amerikanischer Basketballspieler
- Bennie Thompson (* 1948), US-amerikanischer Politiker der Demokratischen Partei
- Bennie Wallace (* 1946), US-amerikanischer Jazz-Tenorsaxophonist
- Bennie Wijnstekers (Hubertus Johannes Nicolaas Wijnstekers; * 1955), niederländischer Fußballspieler

### Benny
- Benny Andersen (1929–2018), dänischer Schriftsteller und Komponist
- Benny Andersson (* 1946), schwedischer Musiker, Komponist und Musikproduzent, Mitglied der Popgruppe ABBA
- Benny Bailey (1925–2005), eigentlich Ernst Harold Bailey, US-amerikanischer Jazztrompeter
- Benny Barbash (* 1951), israelischer Schriftsteller und Drehbuchautor
- Benny Barnes (1936–1987), US-amerikanischer Country-Musiker
- Benny Barnes (* 1951), US-amerikanischer American-Football-Spieler
- Benny Barth (1929–2017), US-amerikanischer Jazz-Schlagzeuger
- Benny Begin (* 1943), israelischer Politiker
- Benny Benassi (* 1967), eigentlich Marco Benassi, italienischer Sänger und DJ
- Benny Benjamin (1925–1969), eigentlich William Benjamin, US-amerikanischer Session-Schlagzeuger
- Benny Blanco (* 1988), US-amerikanischer Musikproduzent und Songwriter
- Benny Boom (* 1971), US-amerikanischer Videoregisseur
- Benny Borg (* 1945), schwedischer Sänger
- Benny Carter (1907–2003), eigentlich Bennett Lester Carter, US-amerikanischer Jazzmusiker
- Benny Chan (1961–2020), Hongkonger Drehbuchautor, Filmregisseur und Filmproduzent
- Benny Dagan (* 1957), eigentlich Benjamin Dagan, israelischer Diplomat
- Benny De Schrooder (* 1980), belgischer Radrennfahrer
- Benny Feilhaber (* 1985), US-amerikanischer Fußballspieler
- Benny Gantz (* 1959), israelischer Generalleutnant
- Benny Glaser (* 1989), britischer Pokerspieler
- Benny Golson (1929–2024), US-amerikanischer Tenorsaxophonist und Komponist
- Benny Goodman (1909–1986), eigentlich Benjamin David Goodman, US-amerikanischer Jazzmusiker
- Benny Greb (* 1980), deutscher Schlagzeuger
- Benny Green (1927–1998), eigentlich Bernard Green, britischer Jazzmusiker, Radiomoderator und Buchautor
- Benny Green (* 1963), US-amerikanischer Pianist
- Benny Harris (1919–1975), US-amerikanischer Trompeter
- Benny Henderson junior (* 1975), eigentlich Benedict Henderson, US-amerikanischer Schwergewichtsboxer und Boxsportreporter
- Benny Hill (1924–1992), eigentlich Alfred Hawthorn Hill, britischer Schauspieler, Komödiant und Sänger
- Benny Hinn (* 1952), eigentlich Toufik Benedictus Hinn oder Muchel ibn Harum, US-amerikanischer Fernsehprediger
- Benny Kaltenbach (* 1987), deutscher Comedian
- Benny Kohlberg (* 1954), schwedischer Skilangläufer
- Benny Lennartsson (* 1942), schwedischer Fußballspieler
- Benny Leonard (1896–1947), eigentlich Benjamin Leiner, US-amerikanischer Boxer
- Benny Lévy (1945–2003), französischer Philosoph und Schriftsteller
- Benny Lindt (* 1978), deutscher Handballspieler
- Benny Lynch (1913–1946), schottischer Fliegengewichtsboxer
- Benny Mardones (1946–2020), US-amerikanischer Sänger, Liedermacher und Komponist
- Benny Meroff (1901–1973), US-amerikanischer Musiker
- Benny Moré (1919–1963), eigentlich Bartolomé Moré, kubanischer Sänger
- Benny Morris (* 1948), israelischer Historiker
- Benny Morton (1907–1985), US-amerikanischer Jazz-Posaunist
- Benny Moten (1916–1977), eigentlich Clarence Lemont Moten, US-amerikanischer Jazzbassist
- Benny Neyman (1951–2008), eigentlich Wilhelmus Albertus Neyman, niederländischer Sänger
- Benny Paret (1937–1962), eigentlich Bernardo Paret, kubanischer Boxer
- Benny Parsons (1941–2007), US-amerikanischer NASCAR-Fahrer
- Benny Payne (1907–1986), US-amerikanischer Jazzmusiker
- Benny Peiser (* 1957), israelischer Kulturwissenschaftler
- Benny Powell (1930–2010), eigentlich Benjamin Gordon Powell, US-amerikanischer Jazzposaunist
- Benny Quick (1943–1999), eigentlich Rolf Müller, deutscher Popsänger
- Benny Rebel (* 1968), deutscher Fotograf und Umweltschützer
- Benny Schnier (* 1957), eigentlich Hans Jürgen Schnier, deutscher Schlagersänger, Schauspieler und Moderator
- Benny Söderling (1941–2009), schwedischer Bandy-, Eishockey- und Fußballspieler
- Benny Tetamashimba (1955–2009), sambischer Politiker
- Benny Urquidez (* 1952), US-amerikanischer Kampfkünstler, Trainer und Schauspieler
- Benny Vansteelant (1976–2007), belgischer Duathlet
- Benny Vasseur (1926–2015), französischer Jazzposaunist
- Benny Washington (≈1900 – n. 1934), US-amerikanischer Jazzmusiker und Bandleader
- Benny Waters (1902–1998), eigentlich Benjamin Waters, US-amerikanischer Jazzmusiker
- Benny de Weille (1915–1977), deutscher Klarinettist, Komponist, Arrangeur und Orchesterleiter
- Benny Wendt (* 1950), schwedischer Fußballspieler
- Benny Williams (≈1890–1924), US-amerikanischer Jazz-Schlagzeuger, siehe Black Benny
- Benny Wizani (* 2001), österreichischer Trampolinturner
- Benny Ziffer (* 1953), israelischer Journalist, Schriftsteller und Übersetzer